# Alto Astral
Alto Astral est une telenovela brésilienne diffusée du 3 novembre 2014 au 8 mai 2015 sur Rede Globo.

## Distribution
| Acteur/Actrice       | Personnage                                       |
| -------------------- | ------------------------------------------------ |
| Sérgio Guizé         | Carlos Henrique Bittencourt (Caíque)             |
| Nathália Dill        | Laura Martins                                    |
| Cláudia Raia         | Samantha Santana                                 |
| Thiago Lacerda       | Marcos Bittencourt                               |
| Débora Nascimento    | Sueli Caldas                                     |
| Christiane Torloni   | Maria Inês Pereira Bittencourt                   |
| Edson Celulari       | Marcelo Barbosa                                  |
| Elizabeth Savalla    | Cristina Pereira (Tina)                          |
| Marcelo Médici       | Castilho                                         |
| Silvia Pfeifer       | Úrsula Barbosa                                   |
| Totia Meireles       | Adriana                                          |
| Maitê Proença        | Kitty Santana                                    |
| Raquel Fabbri        | Beatriz Martins (Bia)                            |
| Guilherme Leicam     | Gustavo Martins                                  |
| Sophia Abrahão       | Gabriela Santana Peixoto (Gaby)                  |
| Alejandro Claveaux   | César Santana                                    |
| Rosanne Mulholland   | Débora                                           |
| Kayky Brito          | Israel Pereira                                   |
| Giovanna Lancellotti | Bélgica Pereira                                  |
| Nando Rodrigues      | Ricardo Barbosa                                  |
| Monica Iozzi         | Scarlett Santana                                 |
| Leopoldo Pacheco     | Manuel Pereira                                   |
| Otávio Augusto       | Vicente Martins                                  |
| Sabrina Petraglia    | Itália Pereira                                   |
| Simone Gutierrez     | Patchouli                                        |
| Marianna Armellini   | Ana Dirce                                        |
| Sérgio Malheiros     | Emerson Duarte                                   |
| Gabriel Godoy        | Afeganistão Pereira                              |
| Conrado Caputto      | Pepe Perez (Pepito)                              |
| Débora Olivieri      | Meire                                            |
| Norival Rizzo        | Walter Escobar                                   |
| Adriana Prado        | Suzana Santana Peixoto                           |
| Ana Carbatti         | Aurélia Duarte                                   |
| Marat Descartes      | Fernando Tallarico                               |
| Fábio Audi           | Heitor Santana Peixoto                           |
| Marilu Bueno         | Marieta Santana                                  |
| Débora Rebecchi      | Liz Barbosa                                      |
| Nina Frosi           | Dionice                                          |
| Nathália Costa       | Isabella (Bella)                                 |
| JP Rufino            | Adeilson Duarte (Azeitona)                       |
| Carlo Porto          | Tavares                                          |
| Rodrigo Serrano      | Murilo                                           |
| Maria Carol          | Nildes                                           |
| Luciana Rigueira     | Rosa                                             |
| Xande Valois         | Carlos Henrique Bittencourt (Caíque) (1re phase) |
| Gabriel Kaufmann     | Marcos Bittencourt (1re phase)                   |
| Hanna Romanazzi      | Kitty Santana (1re phase)                        |

## Diffusion
- Rede Globo (2014-2015)